# Yavanna
Yavanna Kementári (Dárkyně plodů) je postava ve fantasy světě stvořeném J. R. R. Tolkienem. Patři mezi božské bytosti nazývané Valar; přesněji mezi Valier, valarské královny a patří také mezi Aratar. Hned po Vardě se mezi nimi těší největší úctě. Miluje vše, co roste a kvete na zemi, a sama je tvůrkyní všech nesčetných podob kelvar (fauny) a olvar (flóry). Sídlí ve Valinoru a je chotí Aulëho, kováře Valar.
V ženské podobě je Yavanna urostlá a chodí v zeleném, někdy však na sebe bere i jiné podoby: objevuje se jako strom pod nebesy, korunovaný sluncem, z jehož větví padá zlatá rosa. Země pod ním se zelená obilím, v jeho větvích vane Manwëho vítr a jeho kořeny dosahují až do Ulmových vod.

## Činy
Nejproslulejším ze všeho, co Yavanna vytvořila, jsou Dva valinorské stromy. Poté, co byla zbudována sídla Valar ve Valinoru, posvětila Yavanna zelený pahorek Ezellohar a dlouho nad ním zpívala píseň o všem, co roste na zemi; Nienna přemýšlela mlčky a zalévala pahorek slzami. Ze země nejprve vyrašily dva štíhlé proutky, při Yavannině písni však rostly do velikosti a do krásy. Později byly Dva stromy pojmenovány jako Laurelin a Telperion, svou září osvětlovaly Valinor a kolem jejich osudu jsou utkány všechny příběhy Starých časů.
Také enti, Pastýři stromů, vznikli přičiněním Yavanny. Zalekla se totiž toho, že Ilúvatarovy děti a Auleho trpaslíci dostanou moc nad jejími díly, a svěřila se Manwëmu. Ilúvatar pak Manwëmu zjevil, že až procitnou Děti, povolá z dáli také duchy, z nichž někteří se usídlí mezi kelvar a olvar. Budou ctěni a jejich spravedlivý hněv bude obáván, ovšem pouze načas: dokud budou u moci Prvorození a Druhorození budou mladí.
Aby měli Eldar co jíst na svém putování od jezera Cuiviénen do Valinoru, vypěstovala pro ně Yavanna na polích Amanu zvláštní druh obilí. Z něj se vyráběl výživný chléb nazývaný lembas. Eldar jej pěstovali v srdci svých chráněných na slunných mýtinách a málokdy jej poskytovali jiným národům. Při zpracování od klasu až po hotovou oplatku se jej směly dotknout pouze ruce elfích žen, jež byly nazývány Yavannildi (v sindarštině Ivonwin), tedy Yavanniny dívky.

## Pojmenování
Jméno Yavanna znamená v quenijštině Dárkyně plodů. Přízvisko Kementári má význam Královna Země. Zejména ve starších textech bývá nazývána také Palúrien (Paní širé země, dříve též Lůno Země). V sindarštině zní její jméno Ivann.
V raných Tolkienových textech se pro Yavannu vyskytují též jména Belaurin, Belawryn či Bladorwen, ekvivalenty slova Palúrien v gnómštině.
V části překladu dokumentu Quenta Noldorinwa do staroangličtiny, kterou Tolkien připsal fiktivnímu návštěvníkovi ostrova Tol Eressëa, námořníku Ælfwinovi, se vyskytuje výraz eorþan scéat. Yavannino jméno bývá ve staroanglických textech přepisováno různě: Iauanna, Geauanna a podobně.

## Zajímavosti
- Na Númenoru rozkvétal stále zelený vonný strom yavannamírë, tedy v překladu Yavannin klenot.
- Quenijské slovo yávë (ovoce, plod), užité ve jménu Yavanna, má velmi blízkou spojitost se slovy yávië (podzim) a Yavannië (měsíc mezi 22. března a 20. zářím podle númenorského a gondorského kalendáře.